# Campagne-lès-Guines
Campagne-lès-Guines település Franciaországban, Pas-de-Calais megyében. Lakosainak száma 414 fő (2022. január 1.). Campagne-lès-Guines Andres, Rodelinghem, Balinghem, Bouquehault és Guînes községekkel határos.

## Népesség
A település népességének változása:
| Lakosok száma | 444  | 445  | 457  | 445  | 447  | 449  | 437  | 426  | 414  |
|               | 2013 | 2015 | 2016 | 2017 | 2018 | 2019 | 2020 | 2021 | 2022 |